# Richard Wattis
Richard Wattis, nato Richard Cameron Wattis (Wednesbury, 25 febbraio 1912 – Londra, 1º febbraio 1975), è stato un attore britannico.

## Filmografia parziale

### Cinema
- Old Mother Riley Meets the Vampire, regia di John Gilling (1952)
- L'ora del grande attacco (Appointment in London), regia di Philip Leacock (1953)
- Hobson il tiranno (Hobson's Choice), regia di David Lean (1954)
- La giungla degli implacabili (The Colditz Story), regia di Guy Hamilton (1955)
- Simone e Laura (Simon and Laura), regia di Muriel Box (1955)
- L'uomo che non è mai esistito (The Man Who Never Was), regia di Ronald Neame (1956)
- L'uomo che sapeva troppo (The Man Who Knew Too Much), regia di Alfred Hitchcock (1956)
- La sottana di ferro (The Iron Petticoat), regia di Ralph Thomas (1956)
- Il giro del mondo in 80 giorni (Around the World in Eighty Days), regia di Michael Anderson (1956)
- La capannina (The Little Hut), regia di Mark Robson (1957)
- Il principe e la ballerina (The Prince and the Showgirl), regia di Laurence Olivier (1957)
- Il mostruoso uomo delle nevi (The Abominable Snowman), regia di Val Guest (1957)
- Il capitano soffre il mare (Barnacle Bill), regia di Charles Frend (1957)
- La locanda della sesta felicità (The Inn of the Sixth Happiness), regia di Mark Robson (1958)
- Sotto coperta con il capitano (The Captain's Table), regia di Jack Lee (1958)
- Dieci secondi con il diavolo (Ten Seconds to Hell), regia di Robert Aldrich (1959)
- Il diavolo nello specchio (Libel), regia di Anthony Asquith (1959)
- Seguendo una stella (Follow a Star), regia di Robert Asher (1959)
- Il delitto della signora Allerson (I Thank a Fool), regia di Robert Stevens (1962)
- Okay Parigi! (Bon Voyage!), regia di James Neilson (1962)
- Il giorno più lungo (The Longest Day), regia di Ken Annakin, Andrew Marton (1962)
- Appuntamento fra le nuvole (Come Fly with Me), regia di Henry Levin (1963)
- International Hotel (The V.I.P.s.), regia di Anthony Asquith (1963)
- Le avventure e gli amori di Moll Flanders (The Amorous Adventures of Moll Flanders), regia di Terence Young (1965)
- Operazione Crossbow (Operation Crossbow), regia di Michael Anderson (1965)
- Accadde un'estate (The Battle at Villa Fiorita), regia di Delmer Daves (1965)
- Poirot e il caso Amanda (The Alphabet Murders), regia di Frank Tashlin (1965)
- Bunny Lake è scomparsa (Bunny Lake Is Missing), regia di Otto Preminger (1965)
- La rapina più scassata del secolo (The Great St. Trinian's Train Robbery), regia di Sidney Gilliat, Frank Launder (1966)
- James Bond 007 - Casino Royale (Casino Royale), regia di Ken Hughes, John Huston (1967)
- Onyricon (Wonderwall), regia di Joe Massot (1968)
- Citty Citty Bang Bang (Chitty Chitty Bang Bang), regia di Ken Hughes (1968)
- Quei temerari sulle loro pazze, scatenate, scalcinate carriole (Monte Carlo or Bust!), regia di Ken Annakin (1969)

### Televisione
- Colonnello March (Colonel March of Scotland Yard) – serie TV, episodio 1x24 (1956)

## Doppiatori italiani
- Giulio Panicali in Okay Parigi!, Il giro del mondo in 80 giorni
- Manlio Busoni in Il principe e la ballerina
- Riccardo Cucciolla in Il mostruoso uomo delle nevi
- Nando Gazzolo in Dieci secondi col diavolo
- Renato Turi in International Hotel